# Grammorhoe paranensis
Grammorhoe paranensis là một loài bướm đêm trong họ Geometridae.